# Paul Backman
Paul Albert Backman (ur. 3 grudnia 1920 w Mustio, zm. 7 marca 1995 w Helsinkach) – fiński kolarz.  Reprezentant Finlandii na Letnich Igrzyskach Olimpijskich 1948 w Londynie oraz Letnich Igrzyskach Olimpijskich 1952 w Helsinkach. Na obu igrzyskach uczestniczył w wyścigu indywidualnym ze startu wspólnego, obu wyścigów nie ukończył.